# Motivul mioritic reflectat în opere artistice culte

## Miorița și artele muzicale
Tema muzicală a Mioriței s-a aflat mereu în atenția marilor compozitori români. Din păcate prea puține proiecte au fost materializate, însă creațiile semnate de Paul Constantinescu, Emil Lerescu, Mircea Neagu, D.D. Stancu, Anatol Vieru, Sigismund Toduță și Gheorghe Dumitrescu rămân reprezentative.
Interesul manifestat de etno-muzicologul Béla Bartók față de melosul folcloric românesc ca urmare a unor ample expediții în satele din Transilvania, s-a răsfrânt asupra compozitorului maghiar Kosa Gyorgy. Acesta realizează un text muzical pentru soprană, flaut, violoncel, harpă și contrabas pornind de la o variantă a Mioriței, tradusă în limba maghiră de Imre Kadar, însă îndrumătorul compoziției a fost chiar B. Bartók. Să mai notăm momentul 1965, când la Viena are loc prima audiție a unei creații muzicale aparținând compozitorului austriac Karl Heinz Fussel, pe o temă similară, într-o partitură pentru tenor, soprană, cor de femei și cinci instrumentiști 

## Miorița și artele vizuale
Fântâna Miorița. Monumentul – realizat în anul 1927 de către sculptorița Milița Petrașcu, arhitectul Octav Doicescu și inginerul Dorin Pavel – este amplasat în București, pe Șoseaua de Nord. În opinia criticului Luminița Batali, Fântâna Miorița exprimă sintetic “modernismul, prin arhitectura ei, limpede și clară, geometrică în esență (…) și prin concepția mozaicului ce reprezintă, pe ambele ei laturi, una din legendele noastre fundamentale.” 
Autoarea se confesează: “Am citit de zeci de ori balada, fără să găsesc pretextul central al lucrării, până ce mi-a atras atenția (versul) «Că l-apus de soare…». Și așa am ajuns să mă decid asupra imaginii fântânii. Nimeni n-a băgat de seamă că ciobanii mei se află pemanent pe un fond negru, iar numai păstorul cu mioara este făcut alb pe alb; el rămâne de aceeași puritate și după apusul soarelui, aureolat de lumina lui interioară. (…) Și astfel păstorul meu a devenit personaj solar, idee care-mi trebuia pentru a da un sens dramatic monumentului.”
În anii 80, Laurence Saltzman, un artist fotograf american pasionat de temele etnografice, întreprinde o expediție în România în încercarea de a surprinde pe pelicula fotografică câteva din esențele capodoperei populare românești – Miorița. Timp de două decenii, creațiile sale artistice au rămas într-o zonă de anonimat, până când au intrat în atenția Ambasadei Statelor Unite la București. Astfel, pe parcursul anului 2002 a fost posibilă organizarea unei expoziții itinerante cuprinzând fotografiile artistului american, alături de care au fost expuse obiecte specifice păstoritului.

## Miorița lui Jules Verne
Celebrul scriitor francez de anticipație, Jules Verne (1828- 1905), publica în anul 1892 romanul Castelul din Carpați. Romantică și exotică, povestirea descrie o întâmplare mai puțin obișnuită care se petrece în Transilvania sfârșitului de veac XIX. Personajele trăiesc, fiecare în parte, o dramă de diferite proporții, dar axa romanului o constituie drama existențială a boierului Radu Gorj, stăpânul misteriosului castel : “Mândru și demn până la excentricitate, eroul moare ca un simbol intransigent al independenței, iar romantica lui figură continuă să impresioneză peste ani, stăruind în conștiința cititorului…” 
Romanul începe cu proiectata nuntă a Mioriței, fiica jupânului Colț, cu logodnicul ei, Nicolae Deac, paznic de pădure și se sfârșește cu săvârșirea nunții, la care participă toate personajele, mai puțin nefericitul boier Radu Gorj. Deși nu se află în prim-planul acțiunii, Miorița (în ediția franceză Miorita) e un personaj bine conturat. “Frumoasa Miorița” era “tare admirată din Verești până în Vulcan, ba chiar și mai departe.” “Ar fi putut s-o cheme cu unul din ciudatele nume păgâne, foarte iubite în familiile valahe, Florica, Doina, Doinița. Nu, îi zicea Miorița, adică mielușeaua” . 
Mai aflăm că Miorița avea 20 de ani, era “ bună gospodină”, dar și instruită. “La școala dascălului Homorod a învățat să citească, să scrie și să socotească(…) dar n-a fost îndemnată să meargă mai departe (…). În schimb nimeni n-o întrece când e vorba de credințe și legende transilvănene “ . 

## Miorița și literatura cultă
În literatura română, cele mai cunoscute opere literare inspirate din balada Miorița sunt poezia „Mai am un singur dor” (în patru variante) de Mihai Eminescu (scrisă în decembrie 1883), respectiv romanul Baltagul (1930) de Mihail Sadoveanu.
Literatura străină. În anul 1962, Giovanni Battista Pighi, profesor la Universitatea din Bologna (Italia) publică volumul “Le tre ecloghe ultime – X, XI, XII”. În cea de-a treia secțiune (“Ecloga XII sive ovis perdita”) sunt descrise posibilele consecințe ale unui război atomic, de factură apocaliptică. Printre puținii supraviețiutori ai cataclismului se află și doi păstori. Aceștia, spre a-și fortifica speranța și credința că “omenirea își poate relua firul vieții din capătul uitat al civilizației”, se îmbărbătează cântându-și unul altuia “cântece bătrânești”. 
Primul cioban – din străvechea Indie – reproduce “ două hime vedice”, iar al doilea – din legendara Dacie – “tragănă melodios Miorița”. Iar forța semnificației e totală: lumea nu se sfârșește cu Miorița, ci lumea o poate lua de la început cu ajutorul ei. Este, printre altele, o replică severă dată interpretărilor ce vizau fatalismul mioritic 

## Traduceri ale baladei Miorița
Miorița străbate lumea (2002). Până în primul an al mileniului trei Miorița a cunoscut 18 versiuni în limba franceză, la care se adaugă 15 versiuni în limba italiană, 14 în limba germană, 9 în limba engleză, 8 în limba rusă; în total 123 de traduceri, din care nu lipsesc versiuni poloneze, slovene, sârbe, ucrainene, grecești, letone, finlandeze, maghiare, japoneze, arabe ș.a.m.d, antologate în volumul Miorița străbate lumea . 
Într-o cronică a acestui eveniment editorial, Petru Ursache (2003) preciza: “Întâlnirea cu noua înfățișare a baladei (colind, bocet, legendă) a fost șocantă, a trezit reacții adverse, de la entuziasm la mirare, pentru că nimeni nu se aștepta la o lucrare atât de categorică și de întinsă pe plan internațional a acestei valoroase cărți. Merităm lecția. Trebuie să vină străinii să ne atragă atenția, civilizat și discret, asupra propriului tezaur cultural și artistic” 